# التهاب الشغاف الخثاري اللاجرثومي
التهاب الشغاف الخثاري اللاجرثومي (بالإنجليزية: Nonbacterial thrombotic endocarditis)‏ هو نوع من أنواع التهاب الشغاف حيثُ تتواجد نابيتات عقيمات صغيرات الحجم على الصمامات القلبية.